# Tiefland (Oper)
Tiefland ist ein Musikdrama in einem Vorspiel und zwei Akten von Eugen d’Albert. Das Libretto verfasste Rudolf Lothar. Als Vorlage dazu diente ihm das gleichnamige Schauspiel (Originaltitel: „Terra baixa“) des katalanischen Dichters Àngel Guimerà, der von 1845 bis 1924 lebte. Uraufführung der Oper war am 15. November 1903 im Neuen Deutschen Theater in Prag unter der Leitung von Leo Blech. Mitwirkende dabei waren Irene Alföldi als „Marta“, Erich Hunold als „Sebastiano“ und Desider Aranyi als „Pedro“.

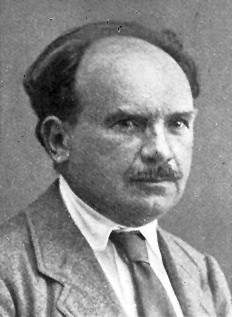
Eugen d’Albert

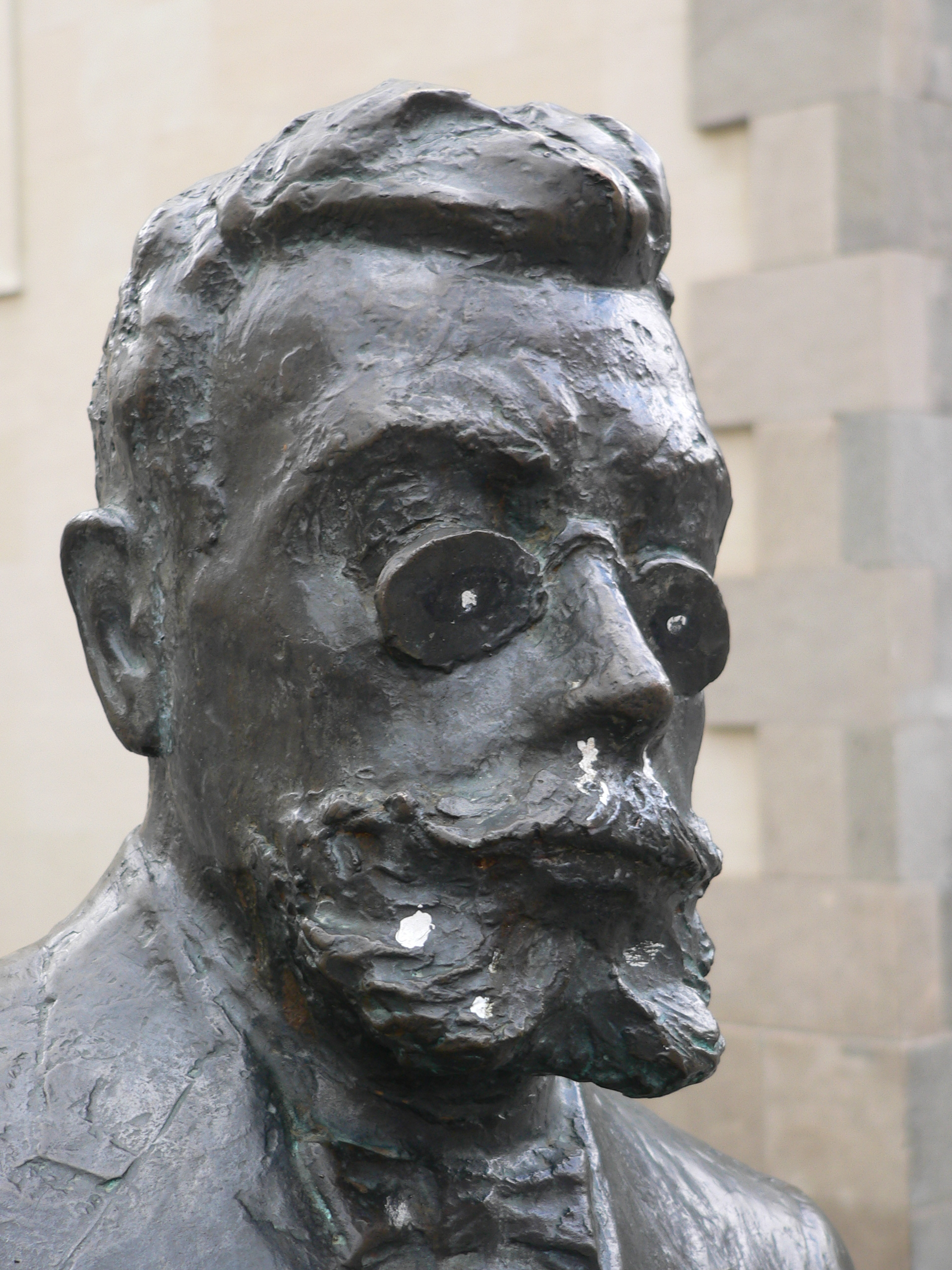
Ángel Guimerá

## Handlung

### Vorspiel
Bild: Hochalpe in den spanischen Pyrenäen
Pedro steht im Dienste des reichen Gutsbesitzers Sebastiano und hütet hoch oben in den Pyrenäen dessen Rinder und Schafe. Schon viele Monate sind vergangen, seit er das letzte Mal eine Frau gesehen hat. Immer wieder träumt er von einer Schönen, die mit ihm die Einsamkeit teilt. Dies erzählt er auch seinem Freund Nando, der auch einer von Sebastianos Hirten ist und den er hier oben hin und wieder antrifft. Pedro kommt die Idee, einen Stein in die Luft zu schleudern. Aus der Richtung, die der Kiesel einschlägt, möge dann das Wesen von Pedros Fantasie erscheinen. Der Wunsch geht auch sogleich in Erfüllung, denn vom Tal herauf sieht er seinen Arbeitgeber nahen, begleitet vom Dorfältesten Tommaso und einer begehrenswerten jungen Frau. Es ist Marta, die in Sebastianos Mühle arbeitet. Als sie noch fast ein Kind war, „erkaufte“ sie Sebastiano von einem Landstreicher, und als sie zur Frau heranreifte, machte er sie zu seiner Geliebten. Weil darüber das Getuschel der Leute im Dorf nicht aufhört, hegt er einen aberwitzigen Plan: Marta soll zum Schein den naiven Hirten Pedro heiraten. Als Mitgift soll Pedro die Mühle erhalten. Auf diese Weise werde für Sebastiano der Weg frei, die Tochter eines reichen Bauern zu heiraten, um mit deren Vermögen seine aufgelaufenen Schulden begleichen zu können.
Marta ist alles andere als erfreut, weil sie Sebastiano hörig ist. Wütend macht sie sich auf den Weg zurück ins Tiefland. Pedro hingegen kann sein Glück kaum fassen. Er glaubt, Gott habe ihm eine Lebensgefährtin zugeführt. Rasch läuft er ihr nach.

### Erster Akt
Bild: Im Innern der Mühle
Die in der Mühle beschäftigten Mägde Pepa, Antonia und Rosalia wollen vom Mühlknecht Moruccio wissen, ob es stimme, dass Marta heiraten solle. Moruccio ist jedoch wütend, weil er bis heute geglaubt hat, er selbst wäre der Auserwählte. Als die junge mit Marta befreundete Nuri hinzukommt, stürzen sich die drei auf diese und erfahren nun, dass Marta noch heute mit dem naiven Hirten Pedro vermählt werden soll.
Marta betritt die Szene und schickt die geschwätzigen Mägde nach draußen. Wenn sie an die von ihrem Herrn gewünschte Heirat denkt, ist sie nah am Verzweifeln. Einerseits verachtet sie zwar Sebastiano, aber andererseits fürchtet sie, nicht von ihm loszukommen.
Moruccio kennt die wahren Gründe, weshalb sein Dienstherr Martas Hochzeit mit Pedro forciert, und klärt den Gemeindeältesten darüber auf. Dieser will zunächst gar nicht glauben, was er da hört. Er will bei Gelegenheit Sebastiano selbst befragen.
Marta unternimmt einen letzten Versuch, Sebastiano von seinem Vorhaben abzubringen. Der aber lässt sich nicht umstimmen. Er erklärt ihr sogar, sie weiterhin als seine Geliebte zu halten; denn Pedro sei ein Einfaltspinsel und eh nicht in der Lage, eine Frau zu befriedigen. Noch in der Hochzeitsnacht werde er, Sebastiano, in ihre Kammer kommen. Wenn sie dort Licht sehe, solle sie ihn gleich dort aufsuchen.
Während Marta und Pedro mit den Dorfbewohnern zur Kirche ziehen, kommt es in der Mühle zu einem Eklat: Moruccio begehrt gegen seinen Herrn auf. Als dieser ihm wutentbrannt kündigt, macht Moruccio seiner Seele Luft, indem er die ganze Wahrheit aus sich herausschleudert. Nun erkennt auch der Dorfälteste, was hier gespielt wird. Trotzdem kann er nicht mehr verhindern, dass die Trauung vollzogen wird.
Das frisch vermählte Paar ist in die Mühle zurückgekehrt. Pedro zeigt seiner Angetrauten seinen ersten Taler, den er sich selbst verdient hat, und schildert, wie das geschah. Ein Wolf war in die Herde eingefallen und hatte eines der Schafe gerissen. Pedro aber war es gelungen, mit seinem Messer das wilde Tier zu töten. Weil er sein Leben riskiert hatte, erhielt er von Sebastiano den Taler. Marta zeigt sich beeindruckt. Langsam wandelt sich ihr Hass auf Pedro in Sympathie. Als sie bald darauf Licht in ihrer Kammer sieht, ignoriert sie dieses Zeichen und verbringt die Nacht mit Pedro in der Wohnstube.

### Zweiter Akt
Bild wie beim ersten Akt
Tags darauf wird Pedro von quälenden Gedanken heimgesucht. Irgendwie wird er das Gefühl nicht los, betrogen worden zu sein. Er will herausbekommen, welches Verhältnis zwischen Sebastiano und seiner Gattin besteht. Nuri versucht, ihn zu beruhigen. Als aber Marta die beiden sieht, kommt so etwas wie Eifersucht in ihr hoch. Wütend jagt sie Nuri aus der Stube. Der verzweifelte Pedro eilt ihr hinterher.
Marta schüttet ihr Herz dem Dorfältesten aus. Dabei erzählt sie ihm auch aus ihrer Jugendzeit, dass sie ohne Vater aufwuchs, ihre Mutter blind war und wie sie das Schicksal zu Sebastiano geführt hat. In der Nacht habe sie Gewissheit erlangt, dass Pedro nicht von Sebastiano „gekauft“ worden sei, sondern dass er sie aufrichtig liebe. Auch sie fühle sich jetzt zu ihm hingezogen. Der alte Tommaso empfiehlt ihr, vor ihrem Mann keine Geheimnisse mehr mit sich herumzutragen, sondern ihm die volle Wahrheit zu erzählen. Nur auf diese Weise könne es gelingen, dass er wieder Vertrauen zu ihr fasse.
Pedro kehrt zurück und zeigt Marta die kalte Schulter. Als er dann noch ankündigt, gleich hinauf ins Hochland zu gehen, fleht Marta ihn an, entweder bei ihr zu bleiben oder aber sie zu töten. In seiner Wut verletzt er sie mit seinem Messer. Plötzlich aber fühlt er, dass Marta ihn liebt. Sie sinken sich in die Arme und fassen den Entschluss, gemeinsam in die Berge zu gehen. Als sie aufbrechen wollen, kommt Sebastiano dazwischen und begehrt Marta erneut. Der alte Gauner hat inzwischen erfahren, dass Tommaso den Vater seiner Braut über seine Machenschaften und sein Verhältnis zu Marta aufgeklärt hat, so dass aus der geplanten Hochzeit nichts mehr wird. So will er wenigstens Marta als Gespielin behalten. Pedro will seine Frau beschützen. Da packt Sebastiano der Zorn und er schlägt wütend auf diesen ein. Es kommt zu einem heftigen Kampf auf Leben und Tod. Dabei zieht Sebastiano den Kürzeren. Er wird von Pedro erdrosselt, wie dieser einst den furchtbaren Wolf erwürgt hat.
Marta und Pedro hält jetzt nichts mehr im Tiefland. Gemeinsam ziehen sie hinauf ins Gebirge.

## Musik
Das Werk enthält viele melodische Einfälle, die glänzend orchestriert sind. Zu den Höhepunkten zählen:
- Morgendämmerung auf der Berghalde im Vorspiel
- Das Zwischenspiel, mit dem die Oper ohne Pause zum ersten Akt überleitet
- Erzählung der Nuri Lang schon wusst ich, dass sie unsrem Herrn gehöre im ersten Akt
- Erzählung des Pedro Es kam in jener Nacht ein Wolf, ebenfalls im ersten Akt
- Erzählung der Marta Ich weiß nicht, wer mein Vater war im zweiten Akt
- Duett Marta-Pedro Wir wollen hinauf auf die Berge im zweiten Akt
- Tanzlied des Sebastiano Hüll in die Mantille dich fester ein im zweiten Akt

Es gibt hingegen nur wenige Chorszenen.

## Bearbeitungen
Eugen d’Albert hat eigenhändig zwei Welte-Mignon-Notenrollen mit Motiven aus Tiefland eingespielt:
- Ballade f-moll aus der Oper Tiefland (Wolfserzählung), Rollennummer 416 (aufgenommen im Mai 1905)
- Szenen aus der Oper Tiefland: Pedros Eintritt in die Mühle, Nuris Gesang, Spanisches Tanzlied, Rollennummer 2961 (aufgenommen um 1914)[2]

## Verfilmung
Leni Riefenstahl begann in den frühen 1940er Jahren, Motive der Oper unter Verwendung eines Teils von d’Alberts Musik, allerdings nicht im Original, sondern bearbeitet von Giuseppe Becce, zu verfilmen. Kriegsumstände verhinderten jedoch die Fertigstellung. Erst nach Ende des Krieges konnte sie erfolgen. Am 11. Februar 1954 war dann der Film zum ersten Mal im Kino zu sehen. Das Lexikon des internationalen Films meint dazu: Optisch und musikalisch bisweilen stimmungsvoll, jedoch mit frisiertem Pathos überaus langweilig. Einer der vielen Mängel: Regisseurin, Autorin und Produzentin Leni Riefenstahl deplatziert sich in der weiblichen Hauptrolle. Andere Rollen wurden mit Bernhard Minetti, Franz Eichberger, Luis Rainer, Maria Koppenhöfer und Aribert Wäscher besetzt.